# Якко Ван Дейн
Якко Ван Дейн (Jacco Van Duyn; нар. ) — колишній чехословацький тенісист.
Найвищу одиночну позицію світового рейтингу — 264 місце досяг 23 березня 1992, парну — 249 місце — 11 березня 1991 року.

## Титули ATP Челленджер

### Парний розряд: (1)
| Ранг | Дата     | Турнір                             | Покриття | Партнер         | Суперники                  | Рахунок       |
| ---- | -------- | ---------------------------------- | -------- | --------------- | -------------------------- | ------------- |
| 1.   | Бер 1992 | Santiago Challenger Сантьяго, Чилі | Ґрунт    | Крістер Аллгард | Луїс Лобо Мартін Стрінгарі | 4–6, 7–6, 7–5 |